# Golianovo
Golianovo és un poble i municipi d'Eslovàquia que es troba a la regió de Nitra, al sud-oest del país.

## Història
La primera menció escrita de la vila es remunta al 1156 amb el nom de Gurmot. El poble nasqué de la fusió de tres viles. Segons el cens del 1910 hi vivien 842 persones (la majoria eslovacs, i una significant minoria d'hongaresos). Fins al 1919 la vila va pertànyer a Nitra, aleshores dins de l'estat de Txecoslovàquia. Entre el 1938 i el 1945 el poble es troba al límit del flanc eslovac. Després de la Segona Guerra Mundial els hongaresos foren expulsats a partir dels Decrets de Beneš.

## Demografia
| Godina             | 1994 | 2004   | 2014    | 2024    |
| ------------------ | ---- | ------ | ------- | ------- |
| Nombre de persones | 1116 | 1196   | 1568    | 2029    |
| Diferència         |      | +7,16% | +31,10% | +29,40% |

| Godina             | 2023 | 2024   |
| ------------------ | ---- | ------ |
| Nombre de persones | 2007 | 2029   |
| Diferència         |      | +1,09% |